# Les Oubliées
Les Oubliées (Las olvidadas) es un documental de 1996 dirigido por la directora togolesa Anne-Laure Folly, rodado en Angola.

## Producción
El documental, realizado en portugués con subtítulos en francés, se estrenó en 1996 y tiene una duración de 53 minutos. A modo de entrevistas muestra la realidad de diferentes angoleñas, incluida la hija de Sarah Maldoror y Ruth Neto, que sin agua, electricidad o cualquier otra forma de comunicación son normalmente silenciadas.

## Descripción
Un trabajo documental sobre Angola que habla del alto costo de la guerra para las mujeres. Tras diez años de lucha por la independencia, la guerra se había extendido otros veinte años en Angola. La película explora los motivos de los combatientes, incluido el apartheid del gobierno de Sudáfrica. En esta película, Folly permitió a las mujeres contar sus propias historias, mostrándolas desde un rango medio o cercano, que obliga al espectador a enfocarse en sus rostros y les da tiempo para decir lo que tenían por decir, brindando una perspectiva femenina única del conflicto. Folly participó en la película a través de su voz en off, dando un elemento subjetivo. La directora admitió no estar familiarizada con Angola, y ciertamente no ser una autoridad. La película se convierte así en un registro de su propio viaje de descubrimiento.